# Ignacio Matte Blanco
Ignacio Matte Blanco (Santiago de Chile, 3 de octubre de 1908 - Roma, 11 de enero de 1995) fue un psiquiatra y psicoanalista chileno, destacado por la introducción de conceptos originales en la teoría psicoanalítica y por su aporte como fundador de las primeras instituciones de psicoanálisis en Chile. Sus obras han influido también en la literatura y la filosofía.

## Vida y obra
Estudia Medicina en la Universidad de Chile, obteniendo el título el año 1930. En 1933 viaja a Londres, donde se especializa en Neuro-psiquiatría.
Siete años después se traslada a Estados Unidos. Trabaja en el Johns Hopkins Hospital. Regresa a Chile el año 1943. Contribuye a la fundación del Centro de Estudios Psicoanalíticos, que a partir de 1949 será la Asociación Psicoanalítica Chilena. Desde el año 1948 se desempeña como profesor titular de la Universidad de Chile en la cátedra de Psiquiatría, en donde "al interior de la Clínica estimuló la experimentación, la epidemiología, las terapias de relajación, la narcohipnosis y la terapia gestáltica, entre otras iniciativas". Se transfiere definitivamente a Roma el año 1966. Trabaja como profesor en la Università Cattolica del Sacro Cuore.
La originalidad de sus estudios consiste en la revisión de algunos conceptos freudianos por medio de la definición de los principios que regulan el inconsciente: la concepción de los dos «modos de ser del hombre» y la localización de la llamada «bi-lógica» de sus estructuras, la consciente que opera de modo asimétrico, generando distinciones y jerarquías, y la inconsciente, basada en la atemporalidad y la simetría que iguala todos los elementos reconocidos como una misma clase.

## Curiosidades
En la charla del 1 de junio del 72, Jacques Lacan dice de Matte Blanco que «él se percató del valor de los elementos matemáticos para hacer que surja algo que concierne a nuestra experiencia como analistas».

## Publicaciones
- Lo psíquico y la naturaleza humana, Santiago, Editorial Universitaria, 1954.
- Estudios de psicología dinámica, Santiago, Editorial Universitaria, 1955.
- The unconscius and infinite sets, an essay in Bi-logic, Londres, Dukworth, 1975, también Karnac Books (June 1, 1998) ISBN 978-1-85575-202-3
- Thinking, feeling and being, Londres, Routledge, 1988, ISBN 978-0-415-00678-1